# Fortezza genovese di Caffa
La fortezza genovese o cittadella di Caffa (in russo Генуэзская крепость Кафа?) è ciò che resta di una città fortificata e colonia genovese della Gazaria (in ligure medievale Cafà) situata in Crimea, a Caffa. 
Fa parte del Registro statale dei monumenti immobili dell'Ucraina e degli Oggetti del patrimonio culturale della Russia.
La cittadella si trova sulla sponda occidentale della baia di Feodosia, nell'attuale città di Feodosia.
Fu costruita nel XIII e XIV secolo per difendere i possedimenti della Repubblica di Genova in Crimea.

## Storia

### Fondazione
Situata all'estremità occidentale della via della seta, la Crimea fu integrata nell'Orda d'Oro (l'Impero mongolo dopo Gengis Khan) nel 1249 e divenne un nodo logistico naturale tra l'Asia e le città del Mediterraneo.
La stazione di Caffa fu creata dalla Repubblica di Genova nel 1266 con l'accordo dei fratelli Munke e Berke, entrambi khan mongoli e nipoti di Gengis Kahn. Nel XIV secolo, Caffa diventa il principale porto commerciale del Mar Nero, in concorrenza con la stazione commerciale veneziana di Tana eretta nel 1332 a livello dell'attuale città di Azov sul fiume Don e collegata via terra a Sarai Berke (oggi Voljski), capitale dell'Orda d'Oro.
La cittadella di Caffa fu eretta tra il 1340 e il 1343 su una collina situata ad ovest della baia di Feodosia. Il sito presenta forti pendenze verso il mare, facilitandone la difesa. La cittadella è costruita in pietra calcarea estratta da affioramenti situati sulle pendici delle montagne circostanti. Dei 718 metri di mura della cittadella inizialmente costruiti, sono stati conservati 469 m, raggiungendo un'altezza di 11 m e 2 m di spessore.

### Assedio del 1346
Nel 1343 la città di Caffa fu assediata dal khan Ganī Bek. Gli abitanti della vicina stazione di Tana ripiegarono su Caffa, che era protetta da due mura di cinta e beneficiava di un migliore approvvigionamento dal mare.
L'assedio della città da parte dei mongoli ha offerto una porta alla peste nera in Europa. 
L'assedio dura due anni, al termine dei quali gli eserciti mongoli sono costretti a ritirarsi dopo essere stati decimati dalla peste nera. Prima di ritirarsi, Ganī Bek decise di gettare i cadaveri della peste oltre le mura della città. Questa strategia è nota come uno dei primi usi di un'arma batteriologica nella storia. Colpiti a loro volta dall'epidemia, navi di mercanti genovesi furono costrette ad abbandonare la città dopo che l'assedio fu tolto dai mongoli. 
La dispersione dei mercanti italiani nel Mediterraneo, portando con sé topi infestati dalle pulci, fu la causa della seconda pandemia di peste in Europa.

### Abbandono genovese
La città diventa nel XIV e nel XV secolo un importante centro commerciale. Il porto della città è quindi in grado di ospitare più di duecento navi e la città conta, alla fine del XV secolo, circa 70 000 abitanti, di cui l'80% genovesi. Gran parte del commercio del Mar Nero passa attraverso Caffa, con i genovesi che tentano ripetutamente di monopolizzare questo commercio, con notevole successo.
Nel 1453, la presa di Costantinopoli da parte dei Turchi, che diede loro de facto il controllo dello stretto del Bosforo che collegava il Mar Nero al Mediterraneo, influenzò notevolmente il commercio genovese e segnò l'inizio del declino della Gazaria.
Nel 1475, gli Ottomani presero il principato di Teodoro. I Genovesi furono costretti a lasciare Caffa, così come le altre loro colonie a Gazaria e nel Mar Nero,segnando la fine della Gazaria e, di conseguenza, delle vie della seta. Queste furono sostituite dagli europei da nuove rotte commerciali che collegavano l'Asia aggirando l'Africa dal sud, dopo la scoperta e l'attraversamento del Capo di Buona Speranza da parte dei navigatori portoghesi nel 1488.

## Struttura della città
Due linee di fortificazione proteggevano la città di Caffa, la cittadella e le mura esterne. Vista in pianta, le fortificazioni della città hanno la forma di un anfiteatro, il cui palcoscenico è la baia di Feodosia.
Il perimetro delle fortificazioni esterne della città è lungo quasi 5,5 km e comprendeva più di 30 torri, ciascuna delle quali portava il nome di un console o di un papa.
La cittadella ospitava il palazzo consolare, il tesoro, la residenza del vescovo latino, il tribunale con balcone per annunciare i decreti consolari, uffici di controllo del peso, magazzini e depositi di merci particolarmente preziose (pietre preziose, pellicce, seta).

## Resti archeologici

### Fortificazioni
Nel XIX secolo la maggior parte delle strutture della città furono smantellate. Oggi rimane solo il muro meridionale della cittadella con due torri (la torre di Saint-Clément e la torre Crisco), parte del muro occidentale, piloni delle porte e diverse torri in diverse parti della città (Dokova, Constantine, Thomas e console Giovanni di Scaffa).

### Chiese armene
Sul territorio più vicino alla cittadella, un ponte, bagni turchi e diverse chiese armene sono conservati.